# Japan Open 1986
Die Japan Open 1986 im Badminton fanden vom 21. bis zum 26. Januar 1986 in Tokio, Japan, statt. Mit einem Preisgeld von 14.110.000 Yen wurde das Turnier in Kategorie 1 der Grand-Prix-Wertung eingestuft.

## Finalresultate
| Disziplin    | Sieger                     | Finalist                    | Ergebnis         |
| ------------ | -------------------------- | --------------------------- | ---------------- |
| Herreneinzel | Yang Yang                  | Ib Frederiksen              | 5:15, 15:6, 15:8 |
| Dameneinzel  | Li Lingwei                 | Han Aiping                  | 4:11, 12:9, 12:9 |
| Herrendoppel | Jalani Sidek Razif Sidek   | Bobby Ertanto Rudy Heryanto | 15:11, 15:12     |
| Damendoppel  | Wu Dixi Lin Ying           | Han Aiping Li Lingwei       | 15:4, 15:8       |
| Mixed        | Billy Gilliland Nora Perry | Nigel Tier Gillian Gowers   | 17:15, 15:9      |